# Ustava tretjega maja
Ustava 3. maja (poljsko Ustawa Rządowa z dnia 3 maja ali Konstytucja 3 maja) – je bila sprejeta 3. maja leta 1791 in je določala državno ureditev Republike obeh Narodov. Ker je meja med navadnim zakonom in ustavo včasih težko določljiva, obstajajo različna mnenja o tem, katera je bila prva ustava na svetu. Najverjetneje je bila Ustava 3. maja prva v Evropi in druga na svetu (po ustavi Združenih držav Amerike iz leta 1787) uradno sprejeta in zapisana ustava modernega tipa. Nekateri za prvo ustavo na svetu priznajo temeljni zakon Korzike iz leta 1755, potem naj bi bila poljsko-litvansko-beloruska ustava tretja na svetu in druga v Evropi.

## Geneza
Ustavo je začel pripravljati kralj Stanisław August Poniatowski ob pomoči nekaj parlamentarcev in uglednih izobražencev med izrednim štiriletnim zasedanjem Sejma Republike obeh Narodov leta 1788. Dela so se udeležili med drugim:
- Stanisław Małachowski
- Ignacy Potocki
- Hugo Kołłątaj
- Stanisław Staszic
- Scipione Piattoli

Ustava je bila sprejeta v najbolj za to ugodnih prvih dneh maja, ker se večina poslancev, ki so nasprotovali ustavi, še ni vrnila z velikonočnih počitnic. Po sedmih urah obravnave ob glasnem nasprotovanju opozicije je Sejem sprejel ustavo, nato pa jo je kralj podpisal.

## Določila ustave 3. maja
Ustava 3. maja in njeni dopolnilni zakoni so določali naslednje:
- Katolištvo je bilo priznano za (simbolno) državno veroizpoved
- Potrjena je bila verska svoboda in prepovedan pregon zaradi veroizpovedi
- Tako imenovani goloti (plemičem, ki niso posedovali zemlje) so bili odvzeti posebni politični privilegiji (to je bil element boja proti korupciji, saj so revno plemstvo pogosto podkupovale vlade sosednjih držav in na ta način vplivale na politično dogajanje v Republiki)
- Meščanom so priznali osebno nedotakljivost, ki je za plemiče veljala vse od leta 1430
- Uvedena je bila trojna delitev oblasti
- Vrnjena je bila dednost prestola Republike (po smrti Stanisława Augusta Poniatowskega naj bi ga zasedla dinastija saških Wettinov)
- Republika (ob ohranitvi prejšnjega imena) je bila razglašena za ustavno monarhijo
- Odstranjenih je bila vrsta plemiških privilegijev, katerih zloraba se je bila pogosto izkazala za destabilizacijski dejavnik v državi
- Določila parlamenta naj bi bila obvezujoča za vojvodske samouprave.
- Sejem naj bi bil sestavljen iz dveh domov, poslanci pa voljeni za dveletne mandate (in ne šesttedenske, kot je bilo veljalo dotlej); od dveh domov parlamenta je bil Dom poslancev bolj pomemben od Senata
- Vzpostavljen je bil t. i. pripravljeni Sejem (del poslancev naj bi stalno prebival v prestolnici in bil sposoben v vsakem trenutku sprejemati potrebne odločitve)
- Vsakih 25 let naj bi zasedal Ustavni sejem, ki lahko spremeni ustavo
- Izvršilno oblast naj bi opravljala vlada, ki jo sestavljajo kralj, primas, pet ministrov (podrejenih kralju toda odgovornih samo pred Sejmom), državna sekretarja (brez pravice glasovati), polnoletni naslednik prestola (brez pravice glasovati) in predsednik Sejma (brez pravice glasovati). Vsakršna odločitev kralja, preden stopi v veljavo, je zahtevala podpis ustreznega ministra.
- Kmetje, med katerimi so mnogi bili podložniki bogatih plemičev, naj bi prešli »v oskrbo vlade«.

### Vojni za ustavo
Ustava 3. maja dejansko ni nikoli stopila v veljavo, saj je bila že naslednjega leta ukinjena zaradi upora dela plemstva in oboroženega posega absolutističnih sosed Republike: Rusije in Prusije. Izgubljena vojna se je končala s t. i. drugo delitvijo Republike, ko sta napadalca anektirala dobršen del njenega ozemlja.
Dve leti pozneje, marca 1794 je na preostalem ozemlju Republike izbruhnila vstaja proti ruskim okupatorjem, ukinitvi ustave, delitvi države, naraščajoči gospodarski krizi in vse večji anarhiji. Vstaje so se množično udeležili ne samo člani višjega družbenega razreda žlahte, ampak tudi kmetje in meščani. Oblast je prevzel Tadeusz Kościuszko, ki je številne kmete, ki so se udeležili vojne, odvezal podložništva in jim podelil osebno svobodo in zemljo v last. Začetek vojne je zaznamovala vrsta zmag vstajnikov, a se je položaj hitro obrnil, ker sta proti njim svoji vojski poslali poleg Rusije še Habsburška monarhija in Prusija. Vstaja je bila zadušena, napadalci so anektirali še preostanek ozemlja Republike, ki je 24. oktobra leta 1795 prenehala obstajati.